# Янушковиці (Підкарпатське воєводство)
Янушко́виці (пол. Januszkowice) — село в Польщі, у гміні Бжостек Дембицького повіту Підкарпатського воєводства.
Населення — 866 осіб (2011).

## Демографія
Демографічна структура станом на 31 березня 2011 року:
|          | Загалом | Допрацездатний вік | Працездатний вік | Постпрацездатний вік |
| -------- | ------- | ------------------ | ---------------- | -------------------- |
| Чоловіки | 438     | 96                 | 291              | 51                   |
| Жінки    | 428     | 105                | 222              | 101                  |
| Разом    | 866     | 201                | 513              | 152                  |